# Hrvatski malonogometni kup – regija Istok 2019./20.
Malonogometni kup regije Istok je jedan od tri kvalifikacijska regionalna kupa za Hrvatski malonogometni kup za sezonu 2018./19., igran na području istočne Hrvatske u jesen 2019. godine. Kup je osvojio klub "Brod 035" iz Slavonskog Broda.

## Sustav natjecanja
Kup se igra jednostrukim kup-sustavom u jesen 2019. godine. U natjecanju sudjeluju futsal klubovi iz 2. HMNL - Istok i 1. HMNL koji nemaju osiguran plasman u Hrvatski malonogometni kup, te pobjednici županijskih kupova s ovog područja. Pobjednik stječe pravo nastupa u Hrvatskom kupu za 2019./20. 

## Rezultati

### Pretkolo
Izvori:
| par                                                  | rez.          | napomene, izvještaji                        |
| ---------------------------------------------------- | ------------- | ------------------------------------------- |
| Nova Gradiška - Osijek Kelme                         | 7:5           |                                             |
| Mala mljekara Valpovo - Jakšić                       | 2:2, 4:5 p.p. | "Jakšić" prošao boljim izvođenjem šesteraca |
| Autodijelovi Tokić Požega - Futsal Olimpijac Županja | 11:0          |                                             |

### Četvrtzavršnica
Igrano 8., 9. i 10. listopada 2019. godine.

| par                                             | rez.          | napomene, izvještaji                                    |
| ----------------------------------------------- | ------------- | ------------------------------------------------------- |
| Slatina - Autodijelovi Tokić Požega             | 3:3, 4:5 p.p. | "Autodijelovi Tokić" prošli boljim izvođenjem šesteraca |
| Futsal Sveti Patrik Županja - Nova Gradiška     | 1:6           |                                                         |
| Brod 035 (Slavonski Brod) - Jakšić              | 4:3           |                                                         |
| Brod (Slavonski Brod) - Aurelia Futsal Vinkovci | 0:5           |                                                         |

### Poluzavršnica
Izvori:
| par                                                 | rez. | napomene, izvještaji |
| --------------------------------------------------- | ---- | -------------------- |
| Autodijelovi Tokić Požega - Nova Gradiška           | 2:3  |                      |
| Aurelia Futsal Vinkovci - Brod 035 (Slavonski Brod) | 3:6  |                      |

### Završnica
Igrano 30. listopada 2019. gosine u Slavonskom Brodu u dvorani SD "Brod".

| klub1                     | rez. | klub2         | napomene, izvještaji |
| ------------------------- | ---- | ------------- | -------------------- |
| Brod 035 (Slavonski Brod) | 7:0  | Nova Gradiška |                      |

## Vanjske poveznice
- hns-cff.hr, Hrvatski malonogometni kup
- crofutsal.com, Hrvatski malonogometni kup